# Shogo Shimohata
Shogo Shimohata (født 8. maj 1992) er en japansk fodboldspiller, som spiller for den japanske fodboldklub Kyoto Sanga FC.